# Simulium kitetense
Simulium kitetense es una especie de insecto del género Simulium, familia Simuliidae, orden Diptera.
Fue descrita científicamente por Elsen & Post, 1989.